# Ducado de Cracovia
El Ducado de Cracovia (en polaco: Księstwo krakowskie, también conocido como Provincia señorial, Dzielnica senioralna) fue un ducado medieval polaco, formado como la más importante de las cinco provincias establecidas en 1138, según el testamento de Boleslao III el Bocatorcida. Existió durante el período de fragmentación de Polonia hasta 1320 y tuvo como capital Cracovia, en la región de la Pequeña Polonia.

## El testamento de Boleslao III
El principio señorial establecido en el testamento afirmaba que en todo momento el miembro más viejo de la dinastía debía tener el poder supremo sobre el resto (los duques) y también controlar una «Provincia señorial» indivisible. En 1138, el hijo mayor de Boleslao III, Vladislao II, asumió el dominio sobre una vasta franja de tierra que recorría de norte a sur en el centro de Polonia, compuesta por:
- La Pequeña Polonia, excepto el ducado oriental de Sandomierz asignado al hijo menor de Boleslao III, Enrique;
- partes orientales de la Gran Polonia alrededor de Gniezno, el centro eclesiástico polaco y Kalisz;
- Cuyavia occidental;
- las tierras de Łęczyca, en poder de la viuda de Boleslao III, Salomé de Berg de por vida.

El Gran duque residía en Cracovia, la capital de Polonia desde 1038. Las prerrogativas del ducado también incluían el control sobre el Ducado de Silesia y sus vasallos pomerelios en Gdansk en el este de Pomerania. Al ducado se le encargó la defensa de las fronteras, el derecho a tener tropas en las provincias de otros duques, llevar a cabo la política exterior, la supervisión del clero (incluido el derecho a nominar obispos y arzobispos) y acuñar monedas.
El gran duque generalmente tenía su propio principado (provincia, ducado), que había heredado dentro de su propia rama de la dinastía Piast, y lo dejó a sus herederos personales dentro de su propia rama, mientras que Cracovia permanecía en manos del miembro más viejo de la dinastía. Cracovia fue una adición sustancial a los recursos del titular, quienquiera que fuera, y tenía la intención de ponerlo en un lugar más poderoso que sus duques vasallos.
Sin embargo, el ducado pronto se derrumbó, con el principal señor, Vladislao II el Exiliado, que fracasó en su intento de hacerse cargo de otras provincias y en 1146 fue expulsado por sus medios hermanos más jóvenes, un incidente que llevó a un largo impacto en la estructura política del país.

## El ducado

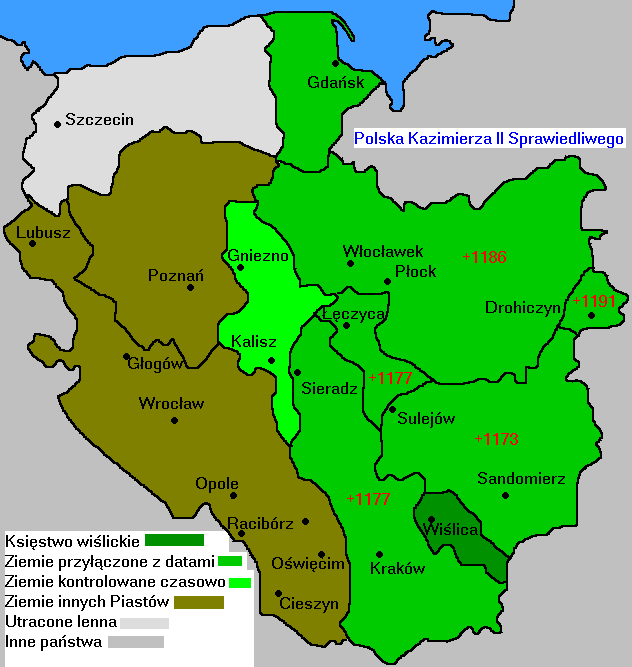
Los ducados polacos durante el reinado de Casimiro II el Justo (1163-1194).

El ducado originalmente limitaba con cada uno de los cuatro ducados de la partición: el de Mazovia con la ciudad principal Płock, el de Sandomierz, el de Silesia con la ciudad principal de Breslavia y el de la Gran Polonia con la ciudad principal de Poznań. Incluso después de que muchos de ellos se dividieron todavía más, limitaba con varios principados, y al menos estaba cerca de todos.
Tras el exilio del gran duque Vladislao II, el gobierno fue asumido por el hermano mayor de Vladislao II, Boleslao IV el Rizado, duque de Mazovia, quien murió sin herederos en 1173. Fue seguido en el ducado por el segundo Miecislao III el Viejo, mientras que Mazovia y las tierras de Cuyavia pasaron al hijo menor de Boleslao IV, Leszek.
El principio senioral finalmente resultó ser un fracaso ya que el gobierno de Miecislao III en Cracovia no solo fue desafiado por los hijos de Vladislao II el Exiliado, sino también por el hijo menor de Boleslao III, Casimiro II el Justo, que no había recibido ningún territorio del testamento de su difunto padre . Aunque a la muerte de Boleslao IV el Rizado había recibido el Ducado de Sandomierz, en 1177 aprovechó la sublevación de los nobles polacos menores (magnates) y asumió el gobierno como Gran Duque de su hermano mayor Miecislao III. Siguió una lucha a largo plazo entre los hermanos, mediante la cual Miecislao III pudo incorporar las tierras del noroeste de Gniezno y Kalisz a su Ducado de la Gran Polonia.
El ducado permaneció en disputa después de que Cracovia fue heredada por el hijo de Casimiro II, Leszek I el Blanco en 1194, aún por su tío Miecislao  III, luego por su hermano menor Conrado de Mazovia, por su primo, el hijo de Miecislao III, Vladislao III Piernas Largas y también por el segundo hijo de Vladislao II el Exiliado, el duque Miecislao IV el Piernas Torcidas de la Alta Silesia. Durante el largo conflicto, Leszek I fue asesinado en 1227 y las tierras pomerelias se perdieron, cuando el duque Sviatopolk II de Gdansk se declaró independiente. En 1232 el duque Silesia Enrique I el Barbudo finalmente prevaleció, volviendo a unir los tronos de Breslavia y Cracovia bajo su gobierno según lo determinado por la voluntad del difunto duque Boleslao III el Bocatorcida en 1138. Sin embargo, un restablecimiento del reino polaco bajo el gobierno de los Piastas de Silesia fracasó, cuando el duque el hijo de Enrique I, Enrique II el Piadoso, fue asesinado durante la invasión mongola en la batalla de Liegnitz de 1241. Después de un interregno, fue sucedido por el hijo de Leszek, Boleslao V el Casto, quien a su muerte en 1279 nombró al nieto de Conrado, Leszek II el Negro de Cuyavia.
Los Piastas de Silesia obtuvieron nuevamente el Ducado de Cracovia, cuando Leszek II murió sin herederos en 1288, y el duque Enrique IV el Justo de Breslavia se convirtió en Gran duque de Cracovia, pero tampoco tuvo descendencia a su muerte en 1290. El ducado fue nuevamente disputado duques Premislao II de la Gran Polonia y Vladislao I el Breve de Cuyavia. Premislao II trajo a la dinastía real de los Premislidas de Bohemia a los asuntos polacos, cuando se alió con el rey Wenceslao II, a quien cedió el trono en Cracovia. En 1295, sin embargo, cambió de bando y se coronó rey de Polonia (el primero desde la deposición de Boleslao II el Temerario en 1079) en Gniezno. Como lo asesinaron al año siguiente, Vladislao I se proclamó su sucesor, sin embargo, tuvo que lidiar con la presión permanente de los reclamantes de las dinastías Premislidas y de Luxemburgo, que habían comenzado a someter a los ducados de Silesia del sudoeste .
En 1320 Vladislao I, contra la feroz resistencia del rey Juan de Bohemia, tuvo el consentimiento del papa Juan XXII para coronarse rey polaco en Cracovia. El Ducado de Cracovia finalmente se incorporó a las Tierras de la Corona polaca como Voivodato de Cracovia. El sucesor de Vladislao I, Casimir III el Grande, tuvo que consentir parcialmente los reclamos bohemios al renunciar a Silesia en el Tratado de Trenčín de 1335.

## Lista de gobernantes
- Vladislao II el Desterrado (1138–1146)
- Boleslao IV el Rizado (1146–1173)
- Miecislao III el Viejo (1173–1177)
- Casimiro II el Justo (1191–1194)
- Leszek I el Blanco (1194–1198)
- Miecislao III el Viejo (1198–1199)
- Leszek I el Blanco (1199)
- Miecislao III el Viejo (1199–1202)
- Vladislao III Piernas Largas (1202–1206/1210)
- Leszek I el Blanco (1206/1210–1210)
- Miecislao IV el Piernas Torcidas (1210–1211)
- Leszek I el Blanco (1211–1225)
- Enrique I el Barbudo (1225)
- Leszek I el Blanco (1225–1227)
- Vladislao III Piernas Largas (1228–1229)
- Conrado I de Mazovia (1229–1232)
- Enrique I el Barbudo (1232–1238)
- Enrique II de Silesia (1238–1241)
- Boleslao II el Calvo (1241)
- Conrado I de Mazovia (1241–1243)
- Boleslao V el Casto (1243–1279)
- Leszek II el Negro (1279–1288)
- Boleslao II de Mazovia (1288)
- Enrique IV de Breslavia (1288–1289)
- Boleslao II de Mazovia (1289)
- Vladislao I de Polonia (1289)
- Enrique IV de Breslavia (1289–1290)
- Premislao II de Polonia (1290–1291)
- Wenceslao II de Bohemia (1291–1300)